# Edinanci Silva
Edinanci Fernandes da Silva (née le 23 août 1976 à Sousa dans le Paraíba) est une judoka brésilienne ayant remporté la médaille d'or dans la division des poids mi-lourds (−78 kg) aux Jeux panaméricains. Résidente de São Paulo, elle a représenté son pays à quatre Jeux olympiques d'été consécutifs, à partir de 1996 à Atlanta, en Géorgie auxquels elle termine septième.
Elle est née intersexe. Afin de participer en 1996 aux jeux olympiques d’Atlanta, le Comité international olympique la contraint à se faire retirer ses testicules intra-abdominaux,,.

## Palmarès
| Palmarès, | Palmarès,             | Palmarès, | Palmarès,  |
| Année     | Compét.               | Rang      | Discipline |
| --------- | --------------------- | --------- | ---------- |
| 2008      | Jeux olympiques       | 5         | −78 kg     |
| 2007      | Championnats du monde | 7         | −78 kg     |
| 2004      | Jeux olympiques       | 7         | −78 kg     |
| 2003      | Championnats du monde | 3         | −78 kg     |
| 2000      | Jeux olympiques       | 7         | −78 kg     |
| 1997      | Championnats du monde | 3         | −72 kg     |